# دوئل (فیلم ۲۰۱۰)
دوئل (انگلیسی: The Duel) فیلمی در ژانر درام است که در سال ۲۰۱۰ منتشر شد. از بازیگران آن می‌توان به اندرو اسکات و توبیاس منزیس اشاره کرد.